# 加治屋義人
加治屋 義人（かじや よしと、1938年4月22日 - 2018年11月12日）は、日本の政治家。
自由民主党所属の参議院議員（2期）、宏池会副会長、農林水産副大臣（第2次安倍内閣）、農林水産大臣政務官（第2次小泉改造内閣）鹿児島県議会議員（3期）、鹿児島市議会議員（4期）などを歴任。鹿児島市出身。

## 略歴
1957年鹿児島県玉龍高等学校（現・鹿児島市立鹿児島玉龍高等学校）卒業。高校では野球部に所属し、春の甲子園大会に出場。
1963年、参議院議員・谷口慶吉の秘書となる。1976年、鹿児島市議会議員選挙に立候補し初当選、以降4期務めた。1991年、鹿児島県議会議員選挙に自民党公認で鹿児島市選挙区より出馬し初当選。以降3期務め、任期半ばの2001年に辞職。同年の第19回参議院議員通常選挙に自民党公認で鹿児島県選挙区より立候補し、初当選。当選後は谷垣派に所属。
2004年、政治家の年金未納問題が注目された際に年金の未納が発覚した（1986年4月から1998年までのうち、厚生年金に加入していた約4年間を除く約8年間）。加治屋の事務所は、市議および県議時代は議員共済に加入しており、国民年金に入らなくてもよいという誤解があったと説明している。同年9月、第2次小泉改造内閣で農林水産大臣政務官に就任。
2期目となる2007年の第21回参議院議員通常選挙では苦戦し、民主党の皆吉稲生との接戦が報じられた。加治屋は高校球児であったことから「9回裏攻撃!」を合い言葉に陣営を引き締め、皆吉に2,664票差で逃げ切った。2008年5月、谷垣派が古賀派と合流（中宏池会）し、加治屋は宏池会の副会長に就任した。谷垣派への配慮があるとは言え、参議院議員当選回数2回での副会長職就任は異例と言える。
2012年12月、第2次安倍内閣で農林水産副大臣に就任。2013年4月23日、みんなで靖国神社に参拝する国会議員の会の一員として靖国神社に参拝した。
2013年7月の第23回参議院議員通常選挙には立候補せず、政界から引退した。
2013年秋の叙勲で旭日重光章受章。
2018年11月12日、急性心不全のため、死去。80歳没。叙正四位。

## 所属していた団体・議員連盟
- 平和を願い真の国益を考え靖国神社参拝を支持する若手国会議員の会
- TPP交渉における国益を守り抜く会